# Руїни церкви Різдва Пресвятої Богородиці

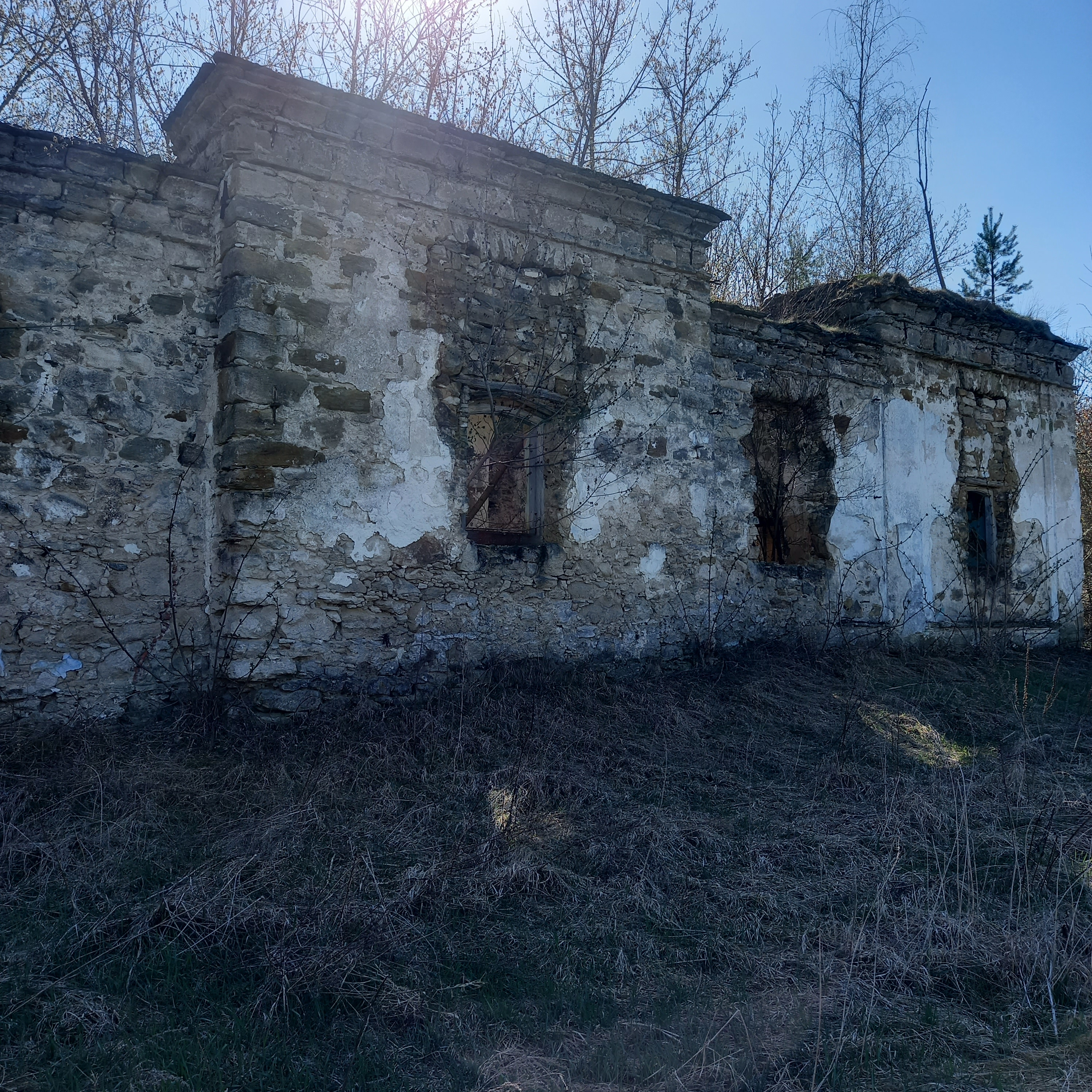
Руїни церкви Різдва Пресвятої Богородиці, село Лисівка

Руїни церкви Різдва Пресвятої Богородиці - Наразі від церкви залишились лише стіни, та частина намальованої ікони Андрія Первозваного. Розташована у селі Лисівка, Ярмолинецького району, Хмельницької області;

## Історія
В 1821 р. старанням бувшого парафіяльного священика Михайла Козловського і парафіян, побудована була кам'яна церква в ім'я св. Архангела Михаїла. В 1877 р. стіни її були зламані через старість, і була побудована нова також кам'яна церква. Побудована вона стараннями парафіяльного священика Павла Гарнишевського і парафіян, і в тому ж 1877 р. осв'ячена на честь Різдва Пресвятої Богородиці.
1881 рік — була відкрита церковно-парафіянська школа, а в 1891 році була збудована під неї окрема будівля.
В 1897 р. до церкви була прибудована кам'яна дзвіниця. В храмі була шанована ікона Божої Матері, писана на холсті, в срібній низькопробній оправі, дуже стародавня.

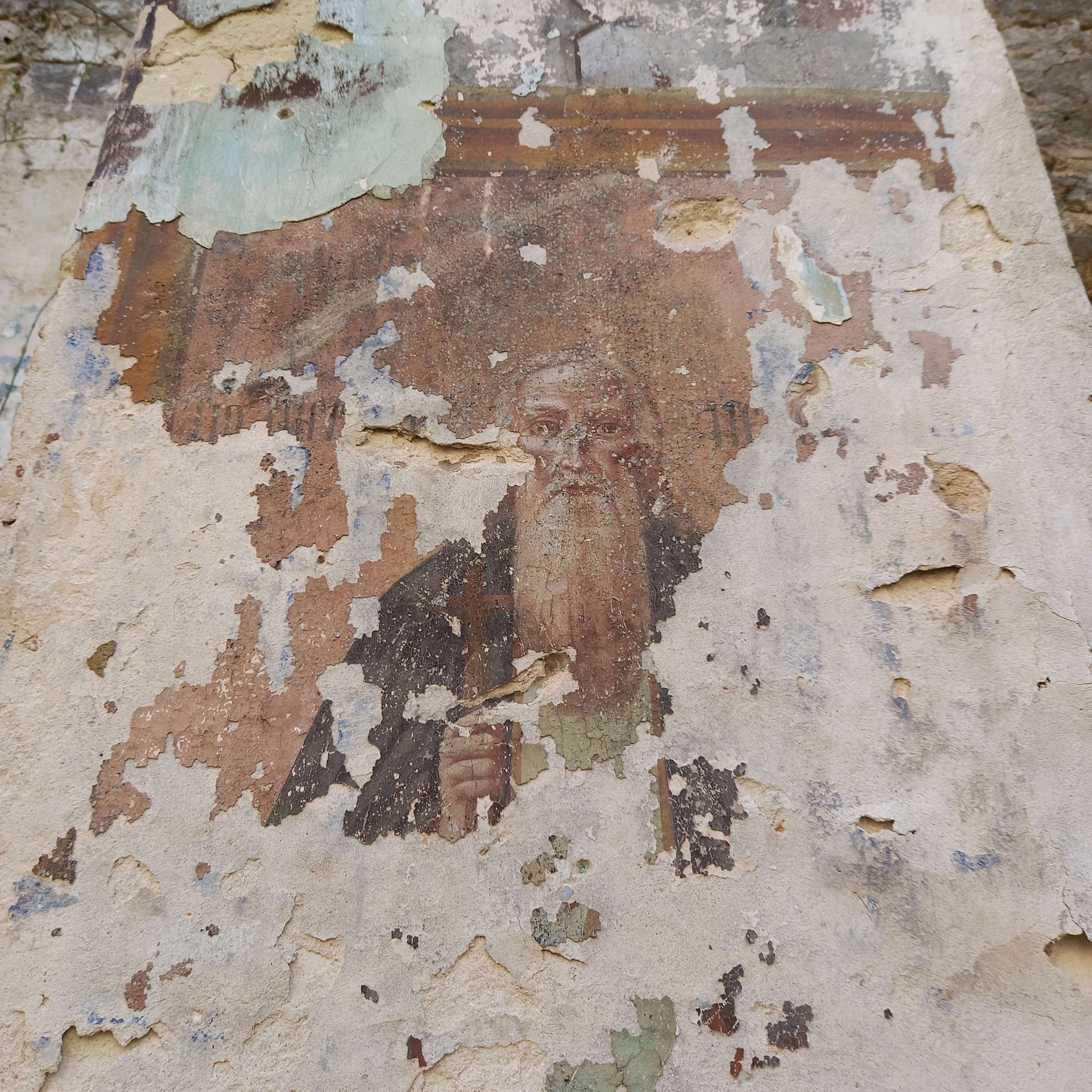
Залишки ікони Андрія Первозваного